# Death by Rock and Roll (album)
| Recensione       | Giudizio |
| ---------------- | -------- |
| NME              | [ 2 ]    |
| Kerrang!         | 4/5      |
| Blabbermouth.net | 7/10     |

Death by Rock and Roll è il quarto album in studio del gruppo rock statunitense The Pretty Reckless pubblicato il 12 febbraio 2021 dalla Fearless Records.

## Il disco
È il primo album del gruppo a cinque anni dal loro lavoro precedente, nel corso dei quali ci sono stati due gravi lutti. Prima la morte di Chris Cornell leader dei Soundgarden avvenuta durante il tour nel quale i Pretty Reckless aprivano i concerti, poi quella del loro produttore Kato Khandwala nel corso di un incidente motociclistico.

Nel novembre 2019 è stato annunciato che la band aveva iniziato a lavorare al suo quarto album. Nel febbraio 2020 è stato rivelato il titolo, una frase spesso usata da Khandwala. A proposito del titolo la Momsen ha dichiarato:
(Taylor Momsen, people.com)
In realtà l'album era già pronto nell'estate del 2020, ma il gruppo ha deciso di rinviarne la pubblicazione vista l'impossibilità di effettuare un tour durante la pandemia da COVID-19.
L'album si è classificato al 28º posto nella classifica Billboard 200 negli Stati Uniti e al 6º posto nella The Official Charts Company nel Regno Unito nel 2021.

## Tracce
Testi e musiche di Ben Philips, Taylor Momsen.
1. Death by Rock and Roll – 3:54
2. Only Love Can Save Me Now (feat. Kim Thayil, Matt Cameron) – 5:12
3. And so It Went (feat. Tom Morello) – 4:30
4. 25 – 5:26
5. My Bones – 4:47
6. Got so High – 3:20
7. Broomsticks – 0:38
8. Witches Burn – 4:53
9. Standing at the Wall – 4:53
10. Turning Gold – 4:09
11. Rock and Roll Heaven – 5:12
12. Harley Darling – 4:19

## Formazione
Hanno partecipato alle registrazioni, secondo le note dell'album:
The Pretty Reckless
- Taylor Momsen – voce, chitarra
- Ben Phillips – chitarra, tastiere, pianoforte, cori
- Mark Damon – basso
- Jamie Perkins – batteria, percussioni

Altri musicisti
- Matt Cameron – batteria, percussioni, cori nella traccia 2
- Kim Thayil – chitarra nella traccia 2
- Tom Morello – chitarra nella traccia 3
- The Maine Academy of Modern Music – coro nella traccia 3
- Duncan Watt – orchestrazione, organo, pianoforte, tastiere
- Johnathan Wyman – chitarra, basso, programmazione drum machine, tastiere
- David Pontbriand – sitar, tanpura nella traccia 10
- Isaac Philips – armonica nella traccia 12
- Anna Lombard – cori nella traccia 12
- Sara Hallie Richardson – cori nella traccia 12

Tecnici
- Johnathan Wyman – produttore
- Ben Philips – produttore
- Taylor Momsen – produttore
- Nate Yacchichino – coproduttore traccia 2
- Sean Kelly – ingegneria del suono
- Ted Jensen – masterizzazione

## Classifiche
| Classifica (2021)             | Posizione Massima |
| ----------------------------- | ----------------- |
| Australia (ARIA)              | 15                |
| Stati Uniti (Top Rock Albums) | 3                 |
| Stati Uniti (Billboard 200)   | 28                |
| Regno Unito (OCC)             | 6                 |